# 腋斑雀鯛
腋斑雀鯛（学名：[Pomacentrus brachialis] 错误：{{Lang}}：文本有斜体标记（帮助）），又名臂雀鯛、厚殼仔，为輻鰭魚綱鱸形目雀鯛科雀鯛屬下的一个种，分布於西太平洋區，從印尼到斐濟, 北至琉球群島, 南至新喀里多尼亞海域，深度6至40公尺，本魚體呈橢圓形且側扁，吻短鈍，成魚體暗色至幾乎黑色，眼睛具黃色的虹彩，背鰭硬棘13枚、背鰭軟條13-15枚、臀鰭硬棘2枚、臀鰭軟條14-15枚，體長可達8公分，棲息在水質清澈的向海礁坡，個別或成小群活動，以藻類及浮游生物為食，繁殖期時會成對出現，雄魚會守護卵直到孵化，生活習性不明。

## 扩展阅读
- 維基物種上的相關：腋斑雀鯛